# Eparquía de Adilabad
La eparquía de Adilabad (en latín: Eparchia Adilabadensis y en inglés: Syro-Malabar Catholic Eparchy of Adilabad) es una circunscripción eclesiástica de la Iglesia católica en India. Se trata de una eparquía siro-malabar, sufragánea de la arquidiócesis de Hyderabad. Desde el 6 de agosto de 2015 su eparca es Antony Prince Panengaden.

## Territorio y organización
La eparquía tiene 16 128 km² y extiende su jurisdicción sobre todos los fieles de la Iglesia católica (excepto los siro-malankaras) residentes en el estado de Telangana en los distritos de: Adilabad, Komaram Bheem Asifabad, Mancherial y Nirmal. Es un territorio de misión exclusiva del clero siro-malabar.
La sede de la eparquía se encuentra en la ciudad de Adilabad, en donde se halla la Catedral de la Sagrada Familia.
En 2020 en la eparquía existían 50 parroquias.

## Historia
La eparquía de Adilabad fue erigida el 23 de junio de 1999 con la bula Ad aptius consulendum del papa Juan Pablo II, separando territorio de la eparquía de Chanda.

Ad aptius consulendum spirituali saluti atque regimini multorum Christifidelium commorantium in ampla Eparchia Chandaënsi, quae comprehendit regionem duarum Foederatarum Civitatum Indiae, quarum una lingua Marathi, altera Telugu utuntur, Nos, utpote beati Petri Successores de totius Dominici gregis bono solliciti, in Audientia Venerabili Fratri Nostro Achilli S.R.E. Cardinali Silvestrini, Praefecto Congregationis pro Ecclesiis Orientalibus, hodie concessa, consentimus ut eadem ita dividatur ut ex ipsa nova constituatur Eparchia. Summa igitur Apostolica potestate sequentia decernimus: quodam detracto territorio ab Eparchia Chandaënsi, novam condimus Eparchiam Adilabadensem, cuius sedem eparchialem in oppido « Adilabad » poni iubemus, cunctis factis propriis iuribus atque obligationibus. Quam quidem Eparchiam Archidioecesi Metropolitanae Hyderabadensi suffraganeam facimus, mandantes ut ea complectatur territorium detractum e provincia « Adilabad ». Haec omnia reliquaque secundum normas Codicis Canonum Ecclesiarum Orientalium temperentur. Insuper de eodem absoluto negotio sueta documenta exarentur et ad Congregationem, quam diximus, mittantur. Hanc denique Apostolicam Constitutionem nunc et in posterum ratam esse volumus, contrariis quibuslibet rebus nihil obstantibus.

La eparquía de Chanda se había originado cuando el papa Juan XXIII estableció el exarcado apostólico siro-malabar de Chanda el 31 de marzo de 1962, separando territorio de la arquidiócesis de Nagpur. Debido a la oposición de la Conferencia de Obispos de la India a que se establecieran circunscripciones separadas siro-malabares y siro-malankaras fuera de sus respectivos territorios propios, el papa creó exarcados apostólicos y eparquías regidas por el clero siro-malabar con plena jurisdicción sobre todos los fieles católicos en ellas.
El 26 de marzo de 2015 el papa Francisco creó dos circunscripciones eclesiásticas siro-malankaras (eparquía de San Juan Crisóstomo de Gurgaon y el exarcado apostólico de San Efrén de Khadki) con la bula Quo aptius consuleretur con el fin de cubrir todo el territorio de India ubicado fuera del territorio propio de la Iglesia católica siro-malankara. Desde entonces los fieles siro-malankaras de la jurisdicción de la eparquía de Adilabad pasaron a integrar el exarcado apostólico de San Efrén de Khadki.

## Estadísticas
Según el Anuario Pontificio 2021 la eparquía tenía a fines de 2020 un total de 17 269 fieles bautizados.
| Año                                                                             | Población            | Población | Población      | Sacerdotes | Sacerdotes    | Sacerdotes    | Bautizados por sacerdote | Diáconos permanentes | Religiosos | Religiosos | Parroquias |
| Año                                                                             | Bautizados católicos | Total     | % de católicos | Total      | Clero secular | Clero regular | Bautizados por sacerdote | Diáconos permanentes | Varones    | Mujeres    | Parroquias |
| ------------------------------------------------------------------------------- | -------------------- | --------- | -------------- | ---------- | ------------- | ------------- | ------------------------ | -------------------- | ---------- | ---------- | ---------- |
| 2000                                                                            | 1055                 | 2 080 231 | 0.1            | 30         | 4             | 26            | 35                       |                      | 32         | 101        | 9          |
| 2001                                                                            | 11 000               | 2 080 281 | 0.5            | 30         | 4             | 26            | 366                      |                      | 34         | 110        | 20         |
| 2002                                                                            | 11 200               | 2 400 000 | 0.5            | 34         | 8             | 26            | 329                      |                      | 29         | 112        | 20         |
| 2003                                                                            | 11 668               | 2 489 312 | 0.5            | 39         | 12            | 27            | 299                      |                      | 30         | 121        | 20         |
| 2004                                                                            | 12 154               | 2 489 312 | 0.5            | 40         | 12            | 28            | 303                      |                      | 31         | 130        | 20         |
| 2006                                                                            | 13 061               | 2 515 000 | 0.5            | 44         | 13            | 31            | 296                      |                      | 39         | 141        | 23         |
| 2009                                                                            | 13 720               | 2 600 000 | 0.5            | 64         | 25            | 39            | 214                      |                      | 43         | 153        | 31         |
| 2012                                                                            | 14 547               | 2 709 000 | 0.5            | 69         | 30            | 39            | 210                      |                      | 56         | 164        | 32         |
| 2015                                                                            | 15 278               | 2 740 000 | 0.6            | 85         | 34            | 51            | 179                      |                      | 69         | 179        | 36         |
| 2018                                                                            | 18 640               | 2 808 875 | 0.7            | 110        | 40            | 70            | 169                      |                      | 88         | 248        | 39         |
| 2020                                                                            | 17 269               | 2 871 500 | 0.6            | 101        | 36            | 65            | 170                      |                      | 91         | 208        | 50         |
| Fuente: Catholic-Hierarchy, que a su vez toma los datos del Anuario Pontificio. |                      |           |                |            |               |               |                          |                      |            |            |            |

## Episcopologio
- Joseph Kunnath, C.M.I., (23 de junio de 1999-6 de agosto de 2015 retirado)
- Antony Prince Panengaden, desde el 6 de agosto de 2015